# Lista de prefeitos de Viçosa (Minas Gerais)

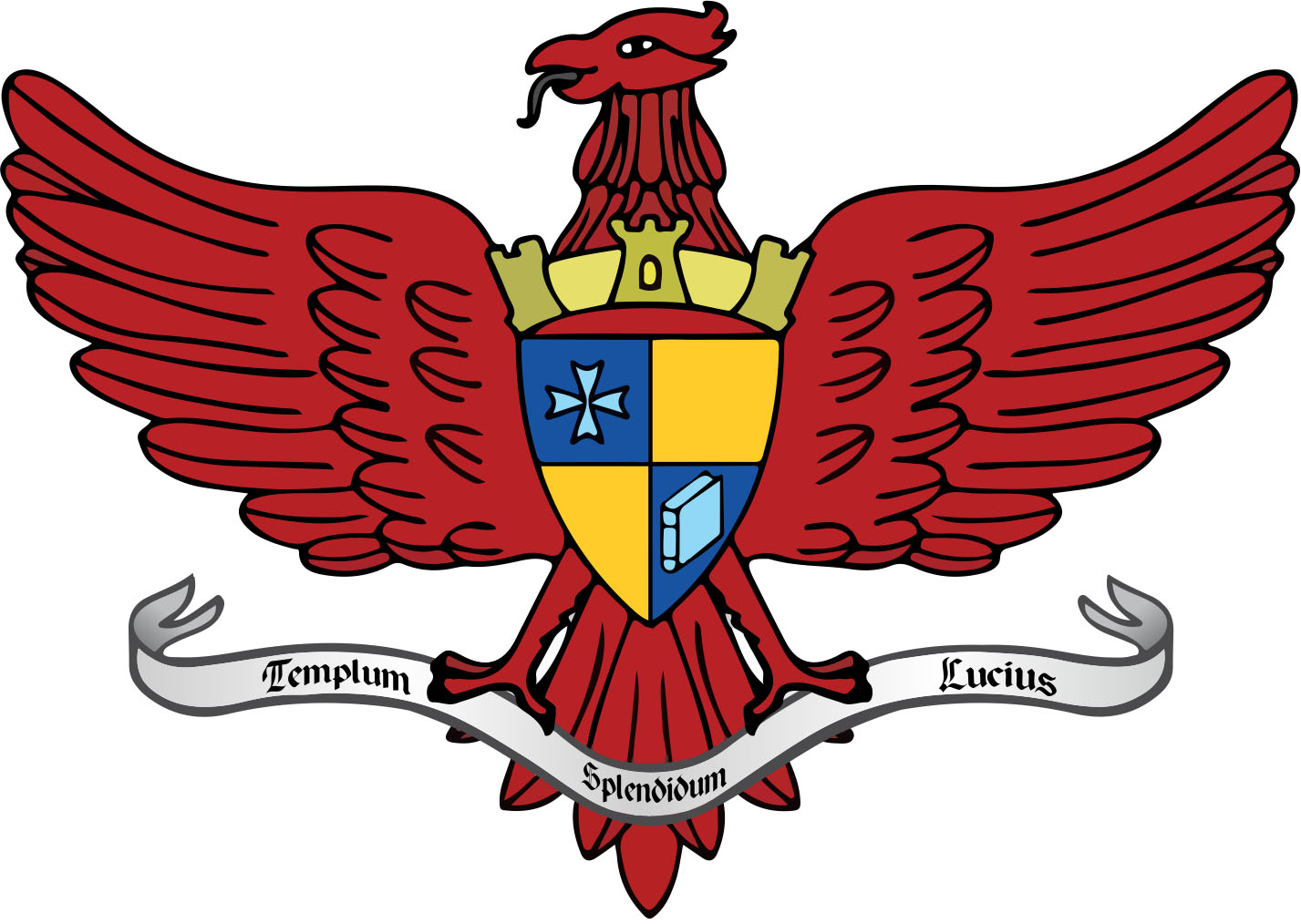
brasão da cidade de viçosa

Esta é a lista de prefeitos e vice-prefeitos do município de Viçosa, estado brasileiro de Minas Gerais.
O cargo de prefeito no Brasil, foi criado em 11 de abril de 1835, pela assembleia provincial paulista, em reação aos amplos poderes conferidos pelo Código de Processo Criminal de 1832 às câmaras municipais. Seguiram o exemplo paulista seis províncias do nordeste brasileiro (Alagoas, Ceará, Maranhão, Paraíba, Pernambuco e Sergipe).
Sob a vigente ordem constitucional, essa designação é dada ao funcionário público do Poder Executivo municipal, que exerce seu cargo em função de uma legislatura (mandato), sendo para tanto eleito a cada quatro anos, podendo ser reeleito por mais 4 anos (segundo mandato).
Funções
O poder executivo municipal chefia a administração e comanda os serviços públicos, tendo como comandante o prefeito.
A partir da constituição brasileira de 1934, o cargo de prefeito passou a ser o único, em todo o Brasil, ao qual estão atribuídas as funções de chefe do poder executivo do governo local, em simetria aos chefes dos executivos da União e do estado, portanto, em forma monocrática. Este texto quer dizer que deverá haver harmonia e integração de ação entre as esferas envolvidas sem a intervenção de uma na outra, exceto nos casos previstos na Constituição Federal.
Eleições
O prefeito é eleito por sufrágio universal, secreto, direto, em pleito simultâneo em todo o País, realizado a cada quatro anos, no primeiro domingo de outubro.
E trinta dias após tem lugar o segundo turno, se o eleito em primeiro lugar não atingir 50% dos votos válidos mais um voto, no caso de municípios com mais de duzentos mil eleitores.
Conforme a legislação eleitoral atual no Brasil para tornar-se elegível, exige-se uma série de requisitos;
- Possuir nacionalidade brasileira ou portuguesa (neste caso, o cidadão português deve se encontrar amparado pelo Estatuto de Igualdade entre Portugueses e Brasileiros),
- Título de eleitor em dia e estar em gozo pleno do exercício dos direitos políticos,
- Domicilio eleitoral na circunscrição na qual o candidato se apresenta,
- Filiação partidária,
- Ser alfabetizado (tópico invalidado pela atual constituição brasileira de 1988),
- Desincompatibilização de cargo público — Se ocupa um cargo público deve sair seis meses antes das eleições e voltar caso possa só após seis meses ao pleito eleitoral,
- Renúncia de outro mandado até seis meses antes do pleito e não ser parente afim ou consangüíneo, até segundo grau, ou cônjuge de titular de cargo eletivo; pode, entretanto, ser candidato à reeleição (artigo 14 da Constituição),
- Ter idade mínima de 21 anos.

## Período monárquico
| Nº | Nome                              | Imagem | Início do mandato     | Fim do mandato | Observações                    |
| 1  | Manuel Bernardes de Souza Silvino |        | 22 de janeiro de 1873 | 1876           | Presidente da Câmara Municipal |
| 2  | Carlos Vaz de Mello               |        | 1877                  | 1878           | Presidente da Câmara Municipal |
| 3  | Manuel Bernardes de Souza Silvino |        | 1879                  | 1881           | Presidente da Câmara Municipal |
| 4  | João Lopes de Faria Reis          |        | 1882                  | 1886           | Presidente da Câmara Municipal |
| 5  | Carlos Vaz de Mello               |        | 1887                  | 1890           | Presidente da Câmara Municipal |

## Período republicano
| Nº | Prefeito                             | Imagem                        | Partido | Vice-Prefeito                          | Início do mandato       | Fim do mandato                                              | Observações                                         |
| 1  | José Theotônio Pacheco               |                               | PRM     | —                                      | 1891                    | 1897                                                        | Presidente do Conselho de Intendência               |
| 2  | Francisco Machado de Magalhães Filho |                               | PRM     | —                                      | 1898                    | 1906                                                        | Agente Executivo                                    |
| 3  | Arthur da Silva Bernardes            |                               | PRM     | —                                      | 1906                    | 1910                                                        | Agente Executivo                                    |
| 4  | Emílio Jardim de Resende             |                               | PRM     | —                                      | 1911                    | 1912                                                        | Agente Executivo                                    |
| 5  | José Ricardo Rebello Horta           |                               | PRM     | —                                      | 1913                    | 1918                                                        | Agente Executivo                                    |
| 6  | Antônio Gomes Barbosa                |                               | PRM     | —                                      | 1919                    | 1926                                                        | Agente Executivo                                    |
| 7  | João Braz da Costa Val               |                               | PRM     | —                                      | 1927                    | 19 de novembro de 1932                                      | Agente Executivo                                    |
| 8  | Aurélio Salles                       |                               | PRM     | —                                      | 19 de novembro de 1932  | abril de 1933                                               | Prefeito nomeado                                    |
| 9  | José Ricardo Rebello Horta           |                               | PRM     | —                                      | maio de 1933            | outubro de 1933                                             | Prefeito nomeado                                    |
| 10 | Antonelli de Carvalho Bhering        |                               | PRM     | —                                      | novembro de 1933        | fevereiro de 1936                                           | Prefeito nomeado                                    |
| 11 | Capitão Arnaldo Dias de Andrade      |                               | PRM     | —                                      | março de 1936           | junho de 1936                                               | Prefeito nomeado                                    |
| 12 | Cyro Bolivar de Araújo Moreira       |                               | PRM     | —                                      | junho de 1936           | 1936                                                        | Prefeito nomeado                                    |
| 13 | Juarez de Souza Carmo                |                               | PRM     | —                                      | 1936                    | 1937                                                        | Prefeito nomeado                                    |
| 14 | João Braz da Costa Val               |                               | PP      | —                                      | 15 de novembro de 1937  | março de 1943                                               | Prefeito nomeado                                    |
| 15 | Sylvio Romeo Cezar de Araújo         |                               | PP      | —                                      | março de 1943           | novembro de 1945                                            | Prefeito nomeado                                    |
| 16 | José Martins Palhano                 |                               | PSD     | —                                      | dezembro de 1945        | junho de 1946                                               | Prefeito nomeado                                    |
| 17 | Raymundo Alves Torres                |                               | PSD     | —                                      | 1947                    | 1947                                                        | Prefeito nomeado                                    |
| 18 | José Lopes de Carvalho               |                               | PR      | Carlos Vaz de Mello Megale (PR)        | 1948                    | 1951                                                        | Prefeito e vice eleitos em sufrágio universal       |
| 19 | José da Costa Vaz de Mello, Parrique |                               | PDC     | Antônio Dias de Andrade Neto           | 1951                    | 1955                                                        | Prefeito e vice eleitos em sufrágio universal       |
| 20 | João Francisco da Silva              |                               | PR      | Arnaldo Dias de Andrade (PR)           | 1955                    | 1959                                                        | Prefeito e vice eleitos em sufrágio universal       |
| 21 | Raymundo Alves Torres                |                               | PR      | Moacyr Dias de Andrade (PR)            | 1959                    | 1963                                                        | Prefeito e vice eleitos em sufrágio universal       |
| 22 | Moacyr Dias de Andrade               |                               | PSD     | César Sant'Anna Filho (PTB)            | 1963                    | 1967                                                        | Prefeito e vice eleitos em sufrágio universal       |
| 23 | Geraldo Lopes de Faria               |                               | ARENA   | Carlos Raymundo Torres (ARENA)         | 1967                    | 1970                                                        | Prefeito e vice eleitos em sufrágio universal       |
| —  | Abel Jacinto Ganem Júnior            |                               | —       | —                                      | 1970                    | 1971                                                        | Interventor Federal                                 |
| 24 | Carlos Raymundo Torres               |                               | ARENA   | Arlindo de Paula Gonçalves (ARENA)     | 1971                    | 31 de janeiro de 1973                                       | Prefeito e vice eleitos em sufrágio universal       |
| 25 | Antônio Chequer                      |                               | MDB     | Padre Antônio Mendes (MDB)             | 1º de fevereiro de 1973 | 31 de janeiro de 1977                                       | Prefeito e vice eleitos em sufrágio universal       |
| 26 | César Sant'Anna Filho                |                               | MDB/PDS | Renato Santana (MDB)                   | 1º de fevereiro de 1977 | 31 de janeiro de 1983                                       | Prefeito e vice eleitos em sufrágio universal       |
| 27 | José Américo Garcia                  |                               | PDS     | José Borges Neto (PDS)                 | 1º de fevereiro de 1983 | 31 de dezembro de 1988                                      | Prefeito e vice eleitos em sufrágio universal       |
| —  | Roberto Proença Passarinho           |                               | PDS     | —                                      | 11 de agosto de 1987    | 20 de agosto de 1987                                        | Presidente da Câmara em substituição ao titular     |
| —  | Roberto Proença Passarinho           | 15 de março de 1988           | PDS     | —                                      | 25 de março de 1988     |                                                             | Presidente da Câmara em substituição ao titular     |
| 28 | Antônio Chequer                      |                               | PMDB    | Ary Teixeira de Oliveira (PMDB)        | 1º de janeiro de 1989   | 31 de dezembro de 1992                                      | Prefeito e vice eleitos em sufrágio universal       |
| 29 | Geraldo Eustáquio Reis               |                               | PTB     | César Sant'Anna Filho (PTB)            | 1º de janeiro de 1993   | 31 de dezembro de 1996                                      | Prefeito e vice eleitos em sufrágio universal       |
| 30 | Antônio Chequer                      |                               | PSC     | Fernando Sant'Anna e Castro (PTB)      | 1º de janeiro de 1997   | 27 de junho de 1997                                         | Prefeito e vice eleitos, falecido durante o mandato |
| 31 | Fernando Sant'Anna e Castro          |                               | PTB     | —                                      | 27 de junho de 1997     | 31 de dezembro de 2000                                      | Assumiu após o falecimento do titular               |
| 31 | Fernando Sant'Anna e Castro          | Raimundo Nonato Cardoso (PFL) | PTB     | 1º de janeiro de 2001                  | 31 de dezembro de 2004  | Prefeito reeleito e vice eleito                             |                                                     |
| 32 | Raimundo Nonato Cardoso              |                               | PSDC    | Wesley Augusto Salomé de Castro (PSDC) | 1º de janeiro de 2005   | 31 de dezembro de 2008                                      | Prefeito e vice eleitos em sufrágio universal       |
| 32 | Raimundo Nonato Cardoso              | Lúcia Duque Reis (PT)         | PSDC    | 1º de janeiro de 2009                  | 30 de junho de 2010     | Prefeito reeleito e vice eleita cassados por decisão do TRE |                                                     |
| 33 | Celito Francisco Sari                |                               | PR      | Dirceu Teixeira Coelho (PV)            | 1° de julho de 2010     | 31 de dezembro de 2012                                      | Prefeito e vice eleitos 2º colocados                |
| 33 | Celito Francisco Sari                | Ângelo Chequer (PSDB)         | PR      | 1º de janeiro de 2013                  | 30 de setembro de 2014  | Prefeito reeleito e vice eleito, falecido durante o mandato |                                                     |
| 34 | Ângelo Chequer                       |                               | PSDB    | —                                      | 1º de outubro de 2014   | 31 de dezembro de 2016                                      | Assumiu após o falecimento do titular               |
| 34 | Ângelo Chequer                       | Arnaldo Dias de Andrade (PSB) | PSDB    | 1º de janeiro de 2017                  | 31 de dezembro de 2020  | Prefeito reeleito e vice eleito em sufrágio universal       |                                                     |
| 35 | Raimundo Nonato Cardoso              |                               | PSD     | Luis José A. Alves "Tilu" (PSD)        | 1º de janeiro de 2021   | 31 de Dezembro de 2024                                      | Prefeito e vice eleitos em sufrágio universal       |
| 36 | Ângelo Chequer                       |                               | União   | Sergio Henrique Ferreira Lopes" (PSDB) | 1º de janeiro de 2025   | Atual                                                       | Prefeito e vice eleitos em sufrágio universal       |